# 史蒂文·伍德
史蒂文·伍德（英語：Steven Wood，1961年3月17日—1995年11月23日），澳大利亚男子皮划艇运动员。他曾代表澳大利亚参加1988年和1992年夏季奥林匹克运动会皮划艇比赛，其中1992年奥运会获得一枚铜牌。

## 家庭
妻子安娜·伍德。